# 元木泰雄
元木 泰雄（もとき やすお、1954年12月7日 - 2024年4月9日）は、日本の歴史学者。学位は、博士（文学）（論文博士・1995年）（学位論文「院政期政治史研究」）。京都大学名誉教授。兵庫県西宮市出身。

## 人物
専門は日本中世史。特に、院政期から鎌倉時代にかけての中世前期の政治史。教養部時代に上横手雅敬の『吾妻鏡』の講読に出席したことがきっかけで、中世前期政治史を専攻するようになった。指導教官は上横手雅敬・大山喬平。

## 経歴
- 1973年3月 大阪教育大学附属高等学校池田校舎卒業
- 1978年3月 京都大学文学部国史学専攻卒業
- 1980年3月 京都大学大学院文学研究科修士課程修了
- 1983年3月 京都大学大学院文学研究科博士課程指導認定退学
- 1983年4月 京都大学文学部研修員
- 1984年4月 日本学術振興会特別研究員
- 1985年4月 京都大学文学部研修員
- 1987年4月 大手前女子大学文学部講師
- 1990年10月 大手前女子大学文学部助教授
- 1995年1月 「院政期政治史研究」で博士（文学）の学位を取得
- 1997年4月 京都大学総合人間学部助教授
- 2003年4月 京都大学大学院人間・環境学研究科助教授
- 2004年3月 京都大学大学院人間・環境学研究科教授
- 2020年4月 京都大学名誉教授
- 2024年4月9日 京都府内の病院で、間質性肺炎により死去。69歳没[3][5]。

## 門下生
- 佐伯智広（帝京大学文学部准教授）[6]
- 長村祥知（富山大学人文学部講師）[7]

## 元門下生
- 坂口太郎（高野山大学文学部准教授）[8]

## 著作
- 『武士の成立』吉川弘文館、1994年　ISBN 9784642066006
- 『院政期政治史研究』思文閣出版、1996年
- 『藤原忠実』人物叢書・吉川弘文館、2000年　ISBN 9784642052177
- 『平清盛の闘い 幻の中世国家』角川書店・角川叢書、2001年／角川ソフィア文庫、2011年
- 『源満仲・頼光 殺生放逸・朝家の守護』ミネルヴァ書房、2004年
- 『保元・平治の乱を読みなおす』日本放送出版協会・NHKブックス、2004年
  - 『保元・平治の乱 平清盛勝利への道』角川ソフィア文庫、2012年
- 『源義経』歴史文化ライブラリー・吉川弘文館、2007年、オンデマンド版2019年　ISBN 9784642756235
- 『河内源氏 - 頼朝を生んだ武士本流』中公新書、2011年
- 『平清盛と後白河院』角川書店、2012年
- 『治承・寿永の内乱と平氏　敗者の日本史5』吉川弘文館、2013年　ISBN 9784642064514
- 『源頼義』人物叢書・吉川弘文館、2017年　ISBN 9784642052825
- 『源頼朝－武家政治の創始者』中公新書、2019年
- 『中世前期政治史研究』吉川弘文館、2024年　ISBN 9784642029889
- 『『兵範記』を読む　保元の乱の全記録』角川選書、2025年(坂口太郎による全面的訂正と補筆・校正を経て刊行。ルビ、出典注記、漢文体史料の読み下し、系図、図版、参考文献は、すべて坂口によるもので、ほぼ共著というべきもの)

共著
- 上横手雅敬・勝山清次『日本の中世8 院政と平氏、鎌倉政権』中央公論新社、2002年
- 佐伯智広・横内裕人『平氏政権と源平争乱　京都の中世史2』吉川弘文館、2022年　ISBN 9784642068611

## 監修・編著
- 『日本の時代史7 院政の展開と内乱』吉川弘文館、2002年　ISBN　9784642008075
- 『兵庫県の歴史』山川出版社、2004年
- 『古代の人物6 王朝の変容と武者』清文堂出版、2005年
- 『日記で読む日本中世史』ミネルヴァ書房、2005年。松薗斉と共編著
- 『図解 中世の革命児 平清盛の真実』朝日新聞出版、2011年
- 『中世の人物●京・鎌倉の時代編 第1巻 保元・平治の乱と平氏の栄華』清文堂出版、2014年
- 『日本中世の政治と制度』吉川弘文館、2020年　ISBN　9784642029667